# 1973–1974-es közép-európai kupa
Az 1973–1974-es közép-európai kupa a Közép-európai kupa történetének harmincötödik kiírása volt. A sorozatban a címvédő Tatabánya, valamint Ausztria, Csehszlovákia, Jugoszlávia, Magyarország és Olaszország 1-1 csapata képviseltette magát. A csapatokat két darab csoportba osztották be, és a két csoportgyőztes vívta a döntőt.
A kupát a Tatabánya nyerte el, története során második alkalommal.

## Csoportkör

### A csoport
| Csapat                | Mérk. | Gy | D | V | GK  | Pont |
| --------------------- | ----- | -- | - | - | --- | ---- |
| 1. Tatabánya          | 4     | 3  | 1 | 0 | 8–3 | 7    |
| 2. Vicenza            | 4     | 1  | 2 | 1 | 4–3 | 4    |
| 3. Vorwerk Vorarlberg | 4     | 0  | 1 | 3 | 3–9 | 1    |

| 1. csapat          | Össz. | 2. csapat          | 1. mérk. | 2. mérk. |
| ------------------ | ----- | ------------------ | -------- | -------- |
| Vorwerk Vorarlberg | -     | Vicenza            | 0–0      | 1–3      |
| Tatabánya          | –     | Vorwerk Vorarlberg | 5–2      | 1–0      |
| Vicenza            | -     | Tatabánya          | 0–1      | 1–1      |

### B csoport
| Csapat        | Mérk. | Gy | D | V | GK   | Pont |
| ------------- | ----- | -- | - | - | ---- | ---- |
| 1. MŠK Žilina | 4     | 2  | 1 | 1 | 13–7 | 5    |
| 2. Videoton   | 4     | 2  | 0 | 2 | 8–10 | 4    |
| 3. Sarajevo   | 4     | 1  | 1 | 2 | 7–11 | 3    |

| 1. csapat  | Össz. | 2. csapat  | 1. mérk. | 2. mérk. |
| ---------- | ----- | ---------- | -------- | -------- |
| Sarajevo   | -     | Videoton   | 3–1      | 1–3      |
| Videoton   | -     | MŠK Žilina | 3–1      | 1–5      |
| MŠK Žilina | –     | Sarajevo   | 4–0      | 3–3      |

## Döntő
| 1. csapat  | Össz. | 2. csapat | 1. mérk. | 2. mérk. |
| ---------- | ----- | --------- | -------- | -------- |
| MŠK Žilina | 2–5   | Tatabánya | 2–3      | 0–2      |

### 1. mérkőzés
| 1974. május 8. 16:30 |

| MŠK Žilina                           | 2–3   | Tatabánya                |
| ------------------------------------ | ----- | ------------------------ |
| Slezák 31' J. Tománek 86' (11-esből) | (1–1) | Kőműves 2' 57' Szabó 89' |

| Štadión pod Dubňom, Zsolna Nézőszám: 5 000 Játékvezető: Franz Wöhrer (osztrák) |

| ŽILINA:        |   |                 |  |     |
|                |   |                 |  |     |
| GK             |   | Ján Cepo        |  |     |
| DF             |   | Albert Rusnák   |  |     |
| DF             |   | Jozef Gargulák  |  | 56' |
| DF             |   | Karol Šulgan    |  |     |
| MF             |   | Rudolf Podolák  |  |     |
| MF             |   | Štefan Tománek  |  |     |
| MF             |   | Tibor Chobot    |  |     |
| MF             |   | Jozef Tománek   |  |     |
| FW             |   | Miroslav Kráľ   |  |     |
| FW             |   | Štefan Slezák   |  | 66' |
| FW             |   | Jozef Beleš     |  |     |
| Cserék:        |   |                 |  |     |
| DF             | ' | Jozef Zigo      |  | 56' |
| FW             | ' | Vladimír Rusnák |  | 66' |
| Vezetőedző:    |   |                 |  |     |
| Michal Baránek |   |                 |  |     |

| TATABÁNYA:   |  |                |
|              |  |                |
| GK           |  | Brünyi Béla    |
| DF           |  | Kovács Tibor   |
| DF           |  | Horváth László |
| DF           |  | Néder István   |
| DF           |  | Knapik István  |
| MF           |  | Laczkó Mihály  |
| MF           |  | Arany Mihály   |
| FW           |  | Hernádi László |
| FW           |  | Tóth Kálmán    |
| FW           |  | Szabó György   |
| FW           |  | Kőműves Mihály |
| Vezetőedző:  |  |                |
| Lakat Károly |  |                |

### 2. mérkőzés
| 1974. május 15. 16:00 |

| Tatabánya              | 2–0   | MŠK Žilina |
| ---------------------- | ----- | ---------- |
| Takács 16' Kőműves 19' | (2–0) |            |

| Bányász Stadion, Tatabánya Nézőszám: 10 000 Játékvezető: Dušan Maksimović (jugoszláv) |

| TATABÁNYA:   |   |                |  |     |
|              |   |                |  |     |
| GK           |   | Brünyi Béla    |  |     |
| DF           |   | Kovács Tibor   |  |     |
| DF           |   | Horváth László |  |     |
| DF           |   | Néder István   |  |     |
| MF           |   | Sallói István  |  |     |
| MF           |   | Arany Mihály   |  | 73' |
| FW           |   | Hernádi László |  |     |
| FW           |   | Tóth Kálmán    |  |     |
| FW           |   | Takács László  |  | 80' |
| FW           |   | Szabó György   |  |     |
| FW           |   | Kőműves Mihály |  |     |
| Cserék:      |   |                |  |     |
| MF           | ' | Laczkó Mihály  |  | 73' |
| FW           | ' | Göröcs János   |  | 80' |
| Vezetőedző:  |   |                |  |     |
| Lakat Károly |   |                |  |     |

| ŽILINA:        |   |                   |  |     |
|                |   |                   |  |     |
| GK             |   | Ján Cepo          |  |     |
| DF             |   | Albert Rusnák     |  |     |
| DF             |   | Jozef Gargulák    |  |     |
| DF             |   | Jozef Zigo        |  |     |
| MF             |   | Rudolf Podolák    |  |     |
| MF             |   | Štefan Tománek    |  |     |
| MF             |   | Tibor Chobot      |  | 69' |
| MF             |   | Jozef Tománek     |  |     |
| FW             |   | Miroslav Kráľ     |  |     |
| FW             |   | Štefan Slezák     |  |     |
| FW             |   | Jozef Beleš       |  |     |
| Cserék:        |   |                   |  |     |
| FW             | ' | Miroslav Radolský |  | 69' |
| Vezetőedző:    |   |                   |  |     |
| Michal Baránek |   |                   |  |     |